# (38476) 1999 TA91
1999 TA91 (asteroide 38476) é um asteroide da cintura principal. Possui uma excentricidade de 0.15668260 e uma inclinação de 14.64889º.
Este asteroide foi descoberto no dia 2 de outubro de 1999 por LINEAR em Socorro.